# На Північному полюсі
На Північному полюсі (італ. Al Polo Nord) — пригодницький науково-фантастичний роман Еміліо Сальгарі. Описує уявний підводний шлях до підкорення Північного полюса.
Роман належить до цілої сальгарійської серії творів (не пов'язані один з одним), натхненних темою розвідки на полюсах, в Арктиці та Антарктиці, зокрема «Риболовець-кит» (1894), «На полюсі Австралії на велосипеді» (1895), «Полярна зірка та її небезпечний шлях» (1901), «Полярний виклик» (1909) та інші (наприклад, «На землі льоду», 1896). Північний полюс був фактично дослідженний десятиліттям пізніше, а з залученням підводного човна лише шістдесят років по тому, у 1958 році.
Книгу спочатку видало видавництво Donath, а розмалював Джузеппе Гамба.
У передмові Сальгарі від першої особи веде розповідь про таємничого дослідника. Решта історії викладається від третьої особи. Текст, у характерному для Сальгарі стилі, містить різні відступи з описом численних технічних та наукових деталей.

## Видання
- Emilio Salgari. Al Polo Nord. — Donath. — Genova, 1898.
- Emilio Salgari. Al Polo Nord. — Donath. — Genova, 1903.
- Emilio Salgari. introduzione di Caterina Lombardo e appendice storica sulle esplorazioni polari // Al Polo Nord. — Fabbri Editori. — 2002.
- Emilio Salgari. Al Polo Nord. — Terre di Libri. — 2014.